# زیفو
زیفو (به لاتین: Zifu) یک شهرک در جمهوری خلق چین است که در Ningxiang City واقع شده‌است. زیفو ۸۷٫۴ کیلومتر مربع مساحت و ۳۸٬۰۰۰ نفر جمعیت دارد.